# Ringnetwerk

Schematische weergave van een ringnetwerk met vijf nodes.

Een ringnetwerk is een computernetwerk waarbij elke node is verbonden met twee andere nodes in het netwerk, en waardoor een enkel doorlopend signaalpad ontstaat in de vorm van een ring.
Gegevens binnen een ringnetwerk kunnen zowel unidirectioneel zijn (ofwel klokgewijs, ofwel in tegengestelde richting) of bidirectioneel. Doordat er bij unidirectioneel maar een enkel signaalpad is, kan het netwerk worden verstoord wanneer er een onderbreking of slecht werkende kabel of node is. Sommige ringnetwerken ondersteunen daarom 'C-ring' (counter-rotating ring), waarin data opnieuw in tegengestelde richting wordt verstuurd.
Een misvatting is dat Token Ring een ringnetwerk is. Ondanks dat een token-ringnetwerk een ring imiteert op laag twee, is het in feite een sternetwerk op laag een.

## Voor- en nadelen
Enkele voordelen van een ringnetwerk zijn:
- Overzichtelijk
- Betere prestaties dan een bustopologie
- Geen centraal knooppunt vereist
- Relatief eenvoudig te installeren
- Relatief eenvoudig om fouten op te sporen
- Structuur verminderd collisions of botsingen van datapakketten

De nadelen zijn:
- Een defecte node kan het netwerk in problemen brengen
- Wijzigingen kunnen gevolgen hebben voor het netwerk
- Vertragingen zijn evenredig aan het aantal knooppunten
- Relatief moeilijker te configureren dan een sternetwerk